# 今野晃広
今野 晃広（1966年10月7日）は、日本の実業家であり、シミュレーションゴルフ機器メーカーGOLFZON Japan株式会社 の代表取締役。

## 経歴
1966年10月7日に山形県東置賜郡高畠町に生まれる。　　
高畠町立第一中学校卒
1985年4月日本大学山形高等学校卒　
1989年4月日本大学文理学部哲学科卒　
1989年に太平洋銀行に入行
1990年よりテーラーメイドゴルフ株式会社
2013年株式会社オークローンマーケティング入社
2016年1月GOLFZON　Japan株式会社代表取締役就任

## テレビ出演
2018年1月21日　BS12　賢者の選択

## 掲載誌
2022年6月号 月刊レジャー産業資料
2024年1月号　GEW